# Condado de Chippewa (Minnesota)
O Condado de Chippewa é um dos 87 condados do estado americano do Minnesota. A sede do condado é Montevideo, e sua maior cidade é Montevideo.
O condado possui uma área de 1 522 km² (dos quais 13 km² estão cobertos por água), uma população de 13,088 habitantes, e uma densidade populacional de 9 hab/km² (segundo o censo nacional de 2000). O condado foi fundado em 1862.